# Stazione di Francoforte sul Meno Rödelheim
La stazione di Francoforte sul Meno Rödelheim (in tedesco Frankfurt-Rödelheim) è una stazione di Francoforte sul Meno, in Germania, situata nell'omonimo quartiere.

## Storia
La stazione venne aperta a Rödelheim nel 1860 contestualmente all'inaugurazione della ferrovia tra Francoforte e Bad Homburg vor der Höhe, che sostituiva una linea di omnibus aperta nel 1850.
Nel 1874 un nuovo fabbricato viaggiatori fu costruito alcuni metri più a nord del precedente, che venne abbandonato. Nello stesso anno fu inaugurata una nuova linea che, diramandosi dalla precedente proprio a Rödelheim, conduce fino a Kronberg im Taunus.
Nel 1905 veniva costruita una curva di collegamento, chiamata Kaiserkurve, tra Rödelheim e la ferrovia Francoforte–Wiesbaden nei pressi della stazione di Francoforte sul Meno Höchst. Il nome era dovuto al fatto che la nuova ferrovia Wiesbaden–Bad Nauheim, che passava per Bad Homburg vor der Höhe e di cui la curva faceva parte, era stata voluta dal Kaiser Guglielmo II, che aveva una residenza proprio a Bad Homburg (il castello di Bad Homburg).
Poiché la Kaiserkurve si inseriva nella ferrovia solamente in direzione Wiesbaden, nel 1927 venne costruita una piccola diramazione a binario unico, chiamata Rebstockkurve, che dalla curva stessa si collegava alla linea Francoforte–Wiesbaden in direzione della stazione di Francoforte Centrale.
Tutte le suddette linee erano a doppio binario, eccetto la diramazione per Kronberg che rimase a binario unico.
Nel 1911 la rete tramviaria di Francoforte fu estesa fino a raggiungere la stazione.
Diventata obsoleta, la Kaiserkurve fu demolita nel 1963 per liberare spazio per la costruzione dell'autostrada A5. La Rebstockkurve, che raccorda Rödelheim con la ferrovia per Francoforte Centrale, venne invece mantenuta.
Il 27 settembre 1970 sia la ferrovia per Bad Homburg che quella per Kronberg furono elettrificate.
Nel 1974 fu inaugurato il servizio ferroviario suburbano di Francoforte (S-Bahn Reno-Meno) e dal 1978 le linee S3, S4 e S5 passano per Rödelheim. Con l'espansione del servizio anche la linea verso Kronberg divenne a doppio binario.
Nel 1978 il servizio di tram fu interrotto e sostituito da autobus.
Nel 2012 la stazione è stata rinnovata, con l'installazione di rampe per disabili e di pensiline più alte per favorire l'accesso dei passeggeri ai treni.

## Caratteristiche
La stazione dispone di tre binari così impiegati:
- il binario 1 è utilizzato dai treni in uscita da Francoforte;
- il binario 2 è utilizzato dai treni della linea S5 diretti alla stazione di Francoforte Sud e da quelli provenienti da Bad Homburg diretti a Francoforte Centrale (linea SE15 della ferrovia del Taunus);
- il binario 3 è utilizzato dai treni delle linee S3 e S4 diretti a Darmstadt e Langen via Francoforte.

Ulteriori tre binari sono stati presenti nel corso della storia, ma sono poi stati rimossi.

## Servizi e interscambi
La stazione dispone di:
- Ascensori
- Biglietteria automatica
- Caffetteria
- Parcheggio biciclette
- Servizi igienici
- Armadio di consegna spedizioni DHL

e consente l'interscambio con gli altri mezzi di trasporto pubblico tramite:
- Fermata autobus RMV
- Stazione taxi